# 李一军
李一军，哈尔滨工业大学管理学院教授，主要从事管理信息系统、电子商务等方面的研究工作。入选中华人民共和国教育部2007年度"长江学者"特聘教授，曾任哈尔滨工业大学管理学院院长。